# Москвин, Александр Сергеевич
Александр Сергеевич Москвин (13 сентября 1946 года, Екатеринбург) — советский и российский физик, доктор физико-математических наук (1984), профессор (1985), декан физического факультета (1978-1984)Уральского университета, Соросовский профессор (1994), заведующий кафедрой теоретической физики УрФУ (1989—2018). Специалист в области теории твёрдого тела, автор более 200 научных работ.

## Биография
Родился 13 сентября 1946 года в Свердловске.
В 1968-м году окончил физический факультет Уральского университета (УрГУ, Свердловск).
В 1971 году Александр Сергеевич защитил кандидатскую диссертацию на тему
«Многоэлектронная теория обменных взаимодействий для 3d и 4f ионов в диэлектриках».
С 1978-го по 1984-й год был деканом физического факультета Уральского университета, а с 1989 года по 2018-й — заведующий кафедрой теоретической физики Института естественных наук УрФУ.
В 1984-м году защитил докторскую диссертацию по теме «Антисимметричный обмен и магнитная анизотропия в слабых ферромагнетиках».
В 1985-м году Александр Сергеевич Москвин был удостоен премии Уральского университета за цикл работ «Природа магнитных, оптических и резонансных свойств редкоземельных ортоферритов и ряда других окисных соединений на основе 3d-, 4d-элементов» и был избран профессором кафедры теоретической физики УрГУ им. Горького (ныне УрФУ).
В 1989-м году Александр Сергеевич становится заведующим кафедрой теоретической физики УрГУ.
Заведуя кафедрой и ведя педагогическую деятельность, Александр Сергеевич становится автором ряда общих и специальных курсов для студентов физического факультета по таким разделам физики как «Квантовая механика», «Введение в физику твёрдого тела», «Теория магнетизма», «Теория групп».

## Научная деятельность
Александр Сергеевич Москвин опубликовал свыше 200 научных работ с основными научными результатами связанными с теорией обменных взаимодействий, антисимметричным обменом, магнитной анизотропией, оптикой и магнитооптикой.
Автор множества работ по теории электронных корреляций, высокотемпературной сверхпроводимости, биофизике сердечной клетки, динамике ионов кальция в кардиомиоцитах и ритмоводителях сердца, рианодин-чувствительным каналам человека, электрон-конформационной динамике белка.

## Основныe публикации
Основныe публикации по проблeмам сeрдца и рианодин-чувствитeльным каналам
1. Electron-conformational model of nonlinear dynamics of the ryanodine channel lattice in cardiomyocytes Moskvin, A. S., Philipiev, M. P., Solovyova, O. E. & Markhasin, V. S., 1 янв 2005, В : Doklady Biochemistry and Biophysics. 400, 1-6, стр. 32-37 6 стр.
2. Electron-conformational model of cooperative cardiac ryanodine receptors gating Moskvin, A., Philipiev, M. P., Solovyova, O., Kohl, P. & Markhasin, V. S., 4 мар 2005, В : Faseb journal. 19, 4, стр. A560-A560 1 стр.
3. Biophysical adaptation of the theory of photo-induced phase transition : Model of cooperative gating of cardiac ryanodine receptors Moskvin, A. S., Philipiev, M. P., Solovyova, O. E. & Markhasin, V. S., 1 янв 2005, В : Journal of Physics: Conference Series. 21, 1, стр. 195—200 6 стр.
4. An electron-conformational model of nonlinear dynamics on a ryanodine channel lattice in cardiac cell Moskvin, A. S., Solov’eva, O. E., Markhasin, V. S. & Philipiev, M. P., 25 окт 2005, В : Doklady Akademii Nauk. 400, 2, стр. 269—275 7 стр.
5. Electron-conformational model of ryanodine receptor lattice dynamics Moskvin, A. S., Solovyova, O. E., Kohl, P., Markhasin, V. S. & Philipiev, M. P., 1 янв 2006, В : Progress in Biophysics and Molecular Biology. 90, 1-3, стр. 88-103 16 стр.
6. Activation sequence as a key factor in spatio-temporal optimization of myocardial function Solovyova, O., Katsnelson, L. B., Konovalov, P., Lookin, O., Moskvin, A. S., Protsenko, Y. L., Vikulova, N., Kohl, P. & Markhasin, V. S., 15 июн. 2006, В : Philosophical Transactions of the Royal Society A: Mathematical, Physical and Engineering Sciences. 364, 1843, стр. 1367—1383 17 стр.
7. Stochastic Dynamics of Release Unit in a Cardiac Cell in Electron-Conformational Model Moskvin, A. S., Ryvkin, A. M., Solovyova, O. E. & Markhasin, V. S., фев 2009, В : Biophysical Journal. 96, 3, стр. 518A-518A 1 стр.
8. Electron-Conformational Model of SR-Based Ca2+ Clock Mode Ryvkin, A. M., Moskvin, A. S., Solovyova, O. E. & Markhasin, V. S., янв 2010, В : Biophysical Journal. 98, 3, стр. 335A-335A 1 стр.
9. Electron-conformational transformations in nanoscopic RyR channels governing both the heart’s contraction and beating Moskvin, A. S., Ryvkin, A. M., Solovyova, O. E. & Markhasin, V. S., 1 июн 2011, В : JETP Letters. 93, 7, стр. 403—408 6 стр.
10. Simulation of the auto-oscillatory calcium dynamics in cardiomyocytes in terms of electron conformational theory Ryvkin, A. M., Moskvin, A. S., Solovyova, O. E. & Markhasin, V. S., мая 2012, В : Doklady Biological Sciences. 444, 1, стр. 162—168 7 стр.
11. Role of the Inter-RyR Coupling in Cardiac Intracellular Calcium "Clock Ryvkin, A. M., Moskvin, A. S., Solovyova, O. & Markhasin, V. S., 28 янв 2014, В : Biophysical Journal. 106, 2, стр. 318A-319A 2 стр.
12. Взаимодействие мембранного и кальциевого осцилляторов в клетках водителя сердечного ритма: математическое моделирование Рывкин, А. М., Зорин, Н. М., Москвин, А. С., Соловьева, О. Э. & Мархасин, В. С., 2015, В : Биофизика. 60, 6, стр. 1138—1145 8 стр.
13. The interaction of the membrane and calcium oscillators in cardiac pacemaker cells: Mathematical modeling Ryvkin, A. M., Zorin, N. M., Moskvin, A. S., Solovyova, O. E. & Markhasin, V. S., 1 ноя 2015, В : Biophysics. 60, 6, стр. 946—952 7 стр.
14. Electron-Conformational Transformations in Nanoscopic RyR2 Channels Govern both the Heart’s Contraction and Beating Moskvin, A., Ryvkin, A., Zorin, N., Soulim, K., Yaparov, B., Solovyova, O. & Markhasin, V., 27 янв 2015, В : Biophysical Journal. 108, 2, стр. 107A-107A 1 стр.
15. Electron-conformational transformations govern the temperature dependence of the cardiac ryanodine receptor gating A. S. Moskvin, B. I. Iaparov, A. M. Ryvkin, А. М., O.E. Solovyova & Markhasin, V. S., 2015, В : Письма в Журнал экспериментальной и теоретической физики. 102, 1-2, стр. 67-73 7 стр.
16. Electron-conformational transformations govern the temperature dependence of the cardiac ryanodine receptor gating Moskvin, A. S., Iaparov, B. I., Ryvkin, A. M., Solovyova, O. E. & Markhasin, V. S., июл 2015, В : JETP Letters. 102, 1, стр. 62-68 7 стр.
17. Влияние температуры на активность и проводимость рианодинового рецептора сердечной клетки: математическое моделирование Москвин, А. С., Япаров, Б. Я., Рывкин, А. М. & Соловьева, О. Э., 2016, В : Biophysics. 61, 4, стр. 726—735 10 стр.
18. Влияние динамики внутриклеточного кальция на электрическую активность клеток синоатриального узла Хохлова, А. Д., Сюняев, Р. А., Рывкин, А. М., Шмарко, Д. В., Гонотков, М. А., Лебедева, Е. А., Головко, В. А., Москвин, А. С., Соловьева, О. Э. & Алиев, Р. Р., 2016, В : Biophysics. 61, 5, стр. 906—915 10 стр.
19. The temperature effect on cardiac ryanodine receptor gating and conductance: Mathematical modeling Moskvin, A. S., Iaparov, B. I., Ryvkin, A. M. & Solovyova, O. E., 1 июл 2016, В : Biophysics. 61, 4, стр. 614—621 8 стр.
20. The effects of intracellular calcium dynamics on the electrical activity of the cells of the sinoatrial node Khokhlova, A. D., Syunyaev, R. A., Ryvkin, A. M., Shmarko, D. V., Gonotkov, M. A., Lebedeva, E. A., Golovko, V. A., Moskvin, A. S., Solovyova, O. E. & Aliev, R. R., 1 ноя 2016, В : Biophysics. 61, 6, стр. 893—900 8 стр.
21. Interplay of Membrane and Calcium Oscillators in Cardiac Pacemaker Cells Zorin, N., Ryvkin, A., Moskvin, A. & Solovyova, O., 16 фев 2016, В : Biophysical Journal. 110, 3, стр. 259A-259A 1 стр.
22. Electron-Conformational Transformations Govern the Temperature Dependence of the RyR2 Gating Iaparov, B., Moskvin, A., Ryvkin, A. & Solovyova, O., 16 фев 2016, В : Biophysical Journal. 110, 3, стр. 262A-263A 5 стр.
23. CPU and GPU parallel Kramers-Klein calculations Iaparov, B. I., Karmatsky, A. N. & Moskvin, A. S., 2016, В : CEUR Workshop Proceedings. 1729, стр. 17-21 5 стр.
24. Temperature sensitivity of ligand-gated ion channels: Ryanodine receptor case Iaparov, B. I., Moskvin, A. S. & Solovyova, O. E., 27 ноя 2017, В : Journal of Physics: Conference Series. 929, 1, 012019.
25. Mathematical modeling shows the frequency of Ca2+ sparks in cells depends on the ryanodine receptor’s arrangement Iaparov, B. I., Moskvin, A. S., Solovyova, O. E. & Khamzin, S. Y., 1 янв 2017, В : Procedia Computer Science. 119, стр. 190—196 7 стр.
26. Электронно-конформационная модель рианодиновых каналов сердечной клетки Москвин, А. С., 2018, В : Журнал технической физики. 88, 9, стр. 1320—1330 11 стр.
27. Атомы в кристаллах: учебное пособие Москвин, А. С., 2018, Екатеринбург: Издательство Уральского университета. 399 стр.
28. The Electron-Conformational Model of Ryanodine Receptors of the Heart Cell Moskvin, A. S., 1 сен 2018, В : Technical Physics. 63, 9, стр. 1277—1287 11 стр.
29. Моделирование внутриклеточного механизма возникновения и подавления сердечной аритмии Зорин, Н. М., Шевченко, М. И. & Москвин, А. С., 2019, В : Биофизика. 4, стр. 800—810 11 стр.
30. Stochastic and deterministic approaches to modelling calcium release in cardiac myocytes at different spatial arrangements of ryanodine receptors Iaparov, B. I., Moskvin, A. S., Zahradník, I. & Zahradníková, A., 1 сен 2019, В : European Biophysics Journal. 48, 6, стр. 579—584 6 стр.
31. Internal friction as possible key factor governing the thermosensitivity of trp channels Okenov, A. O., Iaparov, B. I. & Moskvin, A. S., 2019, В : Письма в Журнал экспериментальной и теоретической физики. 110, 3-4(8), стр. 213—214 2 стр.
32. Internal Friction as a Possible Key Factor Governing the Thermosensitivity of TRP Channels Okenov, A. O., Iaparov, B. I. & Moskvin, A. S., 1 авг 2019, В : JETP Letters. 110, 3, стр. 231—236 6 стр.
33. A Computer Simulation of an Intracellular Mechanism for the Generation and Suppression of Cardiac Arrhythmias Zorin, N. M., Shevchenko, M. I. & Moskvin, A. S., 1 июл 2019, В : Biophysics (Russian Federation). 64, 4, стр. 639—648. 10 стр.

### Диссертации
- Москвин, Александр Сергеевич. Многоэлектронная теория обменных взаимодействий в диэлектриках : диссертация … кандидата физико-математических наук : 01.00.00. — Свердловск, 1971. — 129 с. : ил.
- Москвин, Александр Сергеевич. Многоэлектронная теория обменных взаимодействий в диэлектриках : диссертация … доктора физико-математических наук : 01.04.11. — Физика магнитных явлений. — Свердловск, 1983. — 484 с. : ил.

### Книги
- Москвин А. С., Шашкин С. Ю. Квантовая механика. Теория возмущений [методические указания по решению задач]. — УрГУ, Свердловск, 1986.
- Москвин А. С. Оптическая анизотропия и магнитооптические эффекты [методические указания по курсу квантовой теории твердого тела]. — УрГУ, Свердловск, 1988.
- Москвин А. С. Сверхтонкие взаимодействия [методические указания по курсу квантовой теории твердого тела]. — УрГУ, Свердловск, 1988.
- Москвин А. С., Синицын Е. В. Ориентационные фазовые переходы [методические указания по теории твердого тела]. — УрГУ, Свердловск, 1990.
- Москвин А. С. Природа необычного физического поведения медных оксидов: Препринт. Екатеринбург: УрГУ, 1995. 180 с.
- Москвин А.С, Панов Ю. Д. Атомы в кристаллах (учебное пособие). Издательство Уральского университета, Екатеринбург, 1999.
- Москвин А. С. Атомы в кристаллах: учебное пособие. Екатеринбург: Издательство Уральского университета, 2018. 399 стр.

### Избранные статьи
- Moskvin A. S. (2018). The Electron-Conformational Model of Ryanodine Receptors of the Heart Cell. // Technical Physics, 63(9), 1277—1287. https://doi.org/10.1134/S1063784218090128